# Bensonhurst Blues
Bensonhurst Blues — пісня 1971 року написана Арті Капланом і Арті Корнфілдом, з альбому Каплана «Confessions Of A Male Chauvinist Pig».

## Опис
У 1973 та 1979 роках пісню записував Оскар Бентон, а в 1981 році Ален Делон використав її у фільмі «За шкуру поліцейського». В результаті пісня стала хітом номер один у багатьох країнах: Франції, Румунії, Болгарії, Японії, Марокко, Голландії та Ізраїлі. Версія пісні у виконанні Бентона також використовується у фільмі «Різдвяний пиріг» (La Bûche, 1999).
У 2004 році Адріано Челентано записав пісню італійською мовою під назвою «Vengo dal jazz» для свого альбому «C'è sempre un motivo». Румунська співачка Маргарета Пізлару записала версію цієї пісні румунською мовою під назвою «Spuneam că nu — mi pasă (Bui bui bui)». Румунський співак Ауреліан Андреєску також записав версію цієї пісні румунською мовою під назвою «Îndrăgostitul».

## Джерело
- Пісня на сайті «Bensonhurst Blues» [Архівовано 17 березня 2016 у Wayback Machine.]